# 西沙沙群海葵
西沙沙群海葵（学名：Palythoa xishaensis）为鞘群海葵科沙群海葵属的动物。在中国，分布于南海西沙群岛等，主要生活于卷伏在珊瑚礁石上。该物种的模式产地在西沙群岛晋卿岛、金银岛、东岛。